# 神童 (映画)
『神童』（しんどう）は、さそうあきらの漫画作品『神童』を原作とした2007年4月21日公開のクラシック音楽をテーマにした日本映画である。脚本は『リンダ リンダ リンダ』の向井康介。本作の脚本を原作として双葉社からノベライズ版が出版されている。
東京国際映画祭の主催する「香港フィルマート」で、日本映画1本を上映する「ジャパンプレミア」に選ばれた。

## ストーリー
幼い頃から「神童」と呼ばれていたピアノの天才少女、うた。彼女は指を保護するために球技を禁止され、常に手袋を着用するという生活を強いられていた。しかし膨らむのは大人の期待ばかりで「自分が本当にピアノが好きなのか？」ということさえ分からない。逆にワオは音大を目指す浪人生。次の試験に落ちればピアニストをあきらめなければいけない。そんな二人がちょっとした出来事で出会い、うたはワオにピアノを教えるようになり…。

## キャスト・登場人物
- 成瀬うた：成海璃子（ピアノ演奏：和久井冬麦）（ピアノ吹替え:河野紘子）

言葉を覚えるよりも先に音符が読め、またピアノが弾けた程の天才中学生ピアニスト。しかし「球技をしてはいけない」などの様々な規制が元で学校では孤立している。また最近では「自分が本当にピアノが好きなのか？」ということさえ分からなくなっていた。しかし、ワオとの出会いやメニエール病による一時的な難聴を期に、自分を「音楽そのもの」だと受け入れる様になる。
- 菊名和音/ワオ：松山ケンイチ（ピアノ演奏・ピアノ吹替え：清塚信也）

音楽は好きだが才能には恵まれない音大浪人生。ボートの上で水辺の音を聴いている時にうたと出会う。和音の練習に関する近所との諍いにうたが通りかかったことがきっかけで、うたのレッスンを受けるようになり、栄光音大ピアノ科に無事合格する。
- 相原こずえ：三浦友理枝

和音の幼なじみ。和音がピアノを始めたきっかけであり想いを寄せていたが、きっぱりと断りイギリスに留学してしまう。
- 成瀬美香：手塚理美

うたの母親。練習をさぼりがちのうたとの衝突が絶えない。
- 長崎和夫：甲本雅裕

ピアノ調律師。うたと仲が良い。
- 御木柴薫：串田和美

栄光音大のピアノ科教授で和音の担当教官。うたの父親である光一郎と共に演奏したことがある。
- 小宮山教授：浅野和之

音楽番組にも出演するほど有名な栄光音大のピアノ科教授。和音の元担当教官。
- 橋本教授：渡辺憲吉
- 菊名正子：キムラ緑子

和音の母。和音の父と八百屋を営む。
- 加茂川香音：貫地谷しほり

和音の大学の声楽科学生。和音との初レッスン後、和音と恋仲になる。
- 成瀬光一郎：西島秀俊

うたの父親で有名な音楽家だったが、うたが幼い頃に船上パーティーで行方不明になる。実は難聴をわずらっていた。
- 桂教授：吉田日出子

栄光音大の声楽科教授で香音の担当教官。御子柴教授と親密である。
- 菊名久：柄本明

和音の父。口数が少なく多少の物事では動じない。和音の受験を陰で支える。
- 池山晋：岡田慶太

映画鑑賞が好きなうたの同級生。
- 森永：佐藤和也
- 三島キク子：安藤玉恵
- 女子中学生：柳英里沙
- 清水賢司：賀来賢人

うたに告白して断られる。剣道部所属。
- 体育教師：相築あきこ
- 井上：頭師佳孝
- リヒテンシュタイン：モーガン・フィッシャー

世界的に有名なピアニスト。突然体調不良により演奏会を中止し、その代奏者にうたを指名する。

## スタッフ
- 監督：萩生田宏治
- 脚本：向井康介
- 原作：さそうあきら
- 音楽：ハトリ・ミホ、ミト（クラムボン）
- 製作プロダクション：ピクニック、ビターズ・エンド
- 製作委員会メンバー：ピクニック、ビターズ・エンド、バップ、ミュージック・オン・ティーヴィ、Yahoo! JAPAN

## その他
- プロデューサーの根岸は「普通の13歳（当時）に見えない成海さんは、神童のイメージにピッタリ」と語っている。
- 萩生田監督はこの映画のために近所のピアノ教室でピアノを習った。
- 主演の成海はピアノを幼少の時からやっていたが、「小学校の時にやめてしまったので、勘を取り戻すのに苦労した」と語っている。
- 成瀬うたのピアノ演奏の吹き替えは当時12歳であった和久井冬麦が担当した。
- リヒテンシュタイン役のモーガン・フィッシャーは、イギリスのロック・バンド、モット・ザ・フープルの元メンバー。
- うたがリヒテンシュタインの代役としてモーツァルトのピアノ協奏曲第20番を演奏するシーンでは、竹本泰蔵が指揮者として出演している。
- 原作者のさそうあきらは、栄光音楽大学入学試験のシーンで、ワオの専攻実技であるピアノの試験官たちの一人としてカメオ出演している。
- 主演の成海璃子と松山ケンイチはNTTドコモのCMと大河ドラマ『平清盛』で再共演している。